# Bunsénite
La bunsénite est un minéral, la forme naturelle de l'oxyde de nickel(II), NiO. On la trouve sous forme de rares dépôts cristallins vert foncé. Elle cristallise dans le système cubique et se présente sous forme de cristaux cubiques, octaédriques ou dodécaédriques bien formés. Elle est membre du groupe de la périclase.
Elle a été décrite pour la première fois en 1868 d'après un échantillon provenant d'une veine hydrothermale nickel-uranium de Johanngeorgenstadt, Monts Métallifères, Saxe, Allemagne et nommée d'après le chimiste allemand Robert Wilhelm Bunsen (1811–1899),. D'autres occurrences comprennent l'ouest de la mine de talc de Scotia près de Bon Accord, district de Barberton, province du Transvaal en Afrique du Sud et Kambalda, au sud de Kalgoorlie en Australie-Occidentale. L'occurrence sud-africaine montre un métamorphisme thermique d'une météorite riche en nickel. On la trouve en association avec le bismuth natif, l'annabergite, l'aerugite et la xanthiosite en Allemagne ; et avec la liebenbergite, la trévorite, la serpentine nickelée, la ludwigite nickelée, la violarite, la millérite, la gaspéite, la nimite et la bonaccordite dans l'occurrence sud-africaine.